# Паломонте
Паломо̀нте (на италиански: Palomonte; на неаполитански: Palumond', Палумондъ) е малко градче и община в Южна Италия, провинция Салерно, регион Кампания. Разположено е на 550 m надморска височина. Населението на общината е 4023 души (към 2010 г.).